# Festa Major de la Clota
La Festa Major de la Clota se celebra la segona setmana de juliol al barri de la Clota, al districte d'Horta-Guinardó de Barcelona. El barri de la Clota fa una festa major de tres dies plens de tota mena d'activitats. Prenent l'avinguda del Marquès de Castellbell com a centre, s'hi destaquen els actes destinats a públics diversos, com ara jocs infantils o discoteca a la fresca. La cultura popular hi és representada amb una cantada d'havaneres i el correfoc final.

## Actes destacats
- Havaneres. El diumenge de la festa major, cap al vespre, es fa una cantada d'havaneres seguida de rom cremat.[1]
- Correfoc. L'Associació de Diables, Dracs i Tabalers d'Horta i el Carmel organitza aquesta cercavila de foc, que parteix de la Torre Jussana.[1]